# Stenodema calcarata

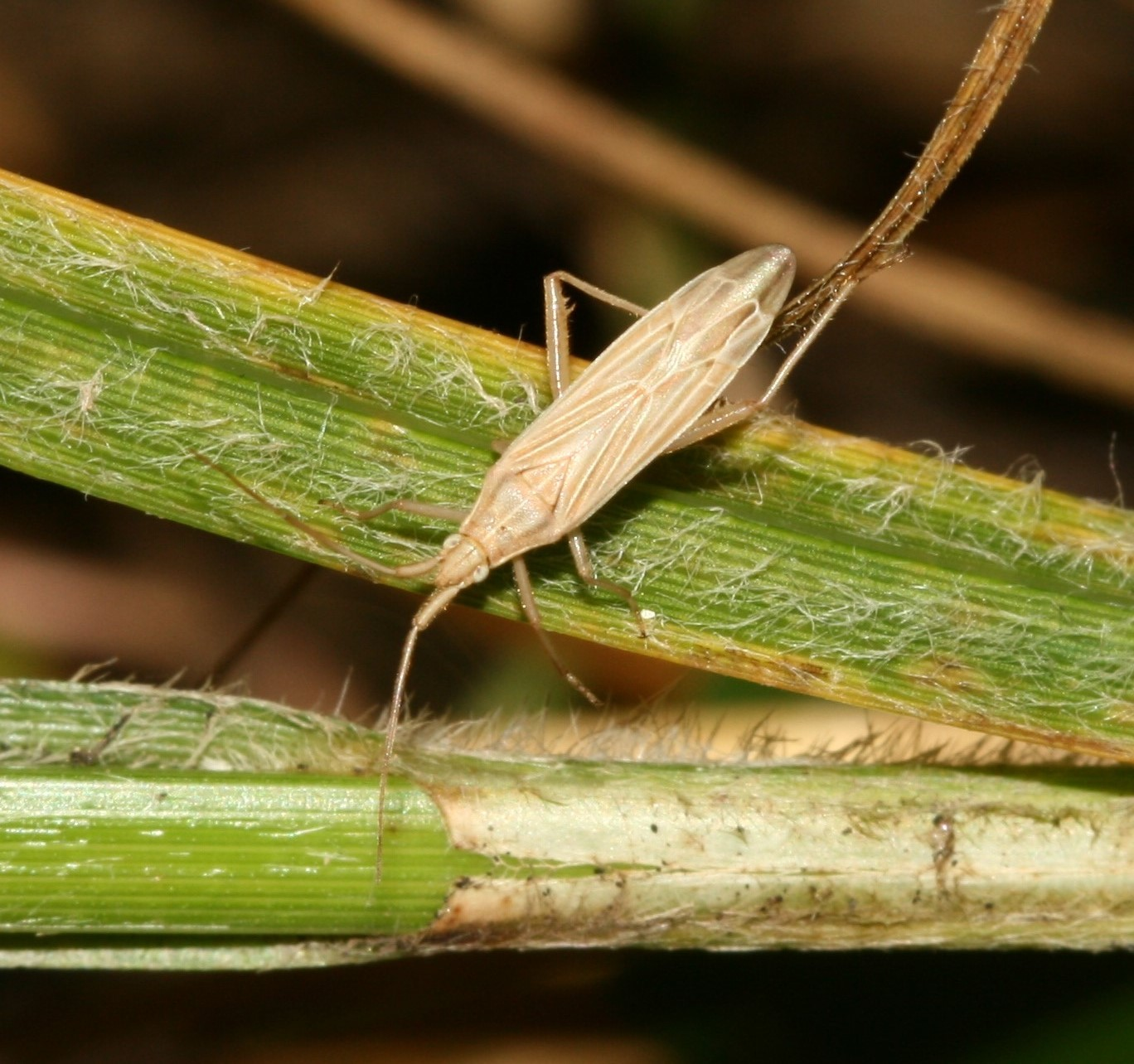
Stenodema calcarata

Stenodema calcarata, auch Bedornte Grasweichwanze genannt, ist eine Wanzenart aus der Familie der Weichwanzen (Miridae).

## Merkmale
Die Wanzen werden 6,8 bis 7,9 Millimeter lang. Die Arten der Gattung Stenodema haben einen langgestreckten Körper und tragen eine längs verlaufende Grube zwischen den Facettenaugen. Charakteristisch ist das grob und dicht punktierte Pronotum. Stenodema calcarata ist an den zwei Spornen, einem kleinen und einem großen, gekrümmten, an den Schenkeln (Femora) der Hinterbeine bestimmbar und kann so von Stenodema trispinosa unterschieden werden, die drei Sporne trägt. Im Herbst verfärben sich die zunächst grünen adulten Wanzen gelb-braun, wobei sich die Weibchen nach der Überwinterung wieder grün färben. Die dunkler gefärbten, braunen Männchen verändern ihre Färbung dann nur kaum. Gelegentlich treten auch rötlich gefärbte Individuen auf.

## Vorkommen und Lebensraum
Die Art ist in großen Teilen der Paläarktis verbreitet. Sie tritt von Nordafrika und Europa über Kleinasien und den Nahen Osten bis nach China, Japan und Korea auf. In Mitteleuropa tritt die Art überall häufig auf. Die Art bevorzugt feuchte Lebensräume und lebt an leicht feuchten bis nassen Grasstandorten, wie etwa Nieder- und Hochmooren, Verlandungszonen, Feuchtwiesen, an den Ufern von Gewässern, Mähwiesen und extensiv genutzten Weiden. Vereinzelt findet man sie in kleiner Zahl auch an trockenen Orten. Im Sommer findet man sie eher an offenen, wenig beschatteten, im Herbst eher an schattigen Orten.

## Lebensweise
Stenodema calcarata lebt an Gräsern wie etwa Rotem Straußgras (Agrostis tenuis), Wiesen-Fuchsschwanz (Alopecurus pratensis), Schwingel (Festuca) und in Mooren etwa an Blauem Pfeifengras (Molinia caerulea) und vielen anderen Süßgräsern (Poaceae), aber auch an Sauergrasgewächsen (Cyperaceae) und Binsengewächsen (Juncaceae), wie Seggen (Carex), Simsen (Scirpus) und Binsen (Juncus).
In Skandinavien und auf den Britischen Inseln tritt nur eine Generation pro Jahr auf. In weiten Teilen Deutschlands sind es zwei, lediglich bei ungünstigen Bedingungen, etwa in hohen Lagen oder an Extremstandorten wie etwa in Hochmooren ist es wahrscheinlich auch nur eine Generation. Wo zwei Generationen auftreten, stechen die überwinternden Imagines von Mitte Mai bis Mitte Juni ihre Eier, bevorzugt in die noch nicht fertig entwickelten Ähren ab. Die Imagines der neuen Generation treten dann ab Ende Juni bis Anfang August auf und legen ihre im August ab. Die Adulten der zweiten, überwinternden Generation treten ab September auf, es können aber noch bis in den Oktober Nymphen angetroffen werden. Die Überwinterung erfolgt in der trockenen Streu oder in Grashorsten an Waldrändern oder in lichten Laub- und Nadelwäldern. Sie soll auch an Nadelbäumen, wie etwa Fichten (Picea) stattfinden. Während der Suche nach geeigneten Überwinterungsplätzen legen die Wanzen teilweise auch größere Strecken zurück.

## Belege